# Aleksandr Çertoqanov
Aleksandr Çertoqanov (in russo Александр Юрьевич Чертоганов?, Aleksandr Jur'evič Čertoganov, in ucraino Олександр Юрійович Чертоганов?, Oleksandr Jurijovyč Čertoganov; Dnipropetrovs'k, 8 febbraio 1980) è un ex calciatore ucraino naturalizzato azero, di ruolo centrocampista.

## Carriera

### Club
Durante la sua carriera ha giocato con varie squadre di club, tra cui il Neftchi Baku.

### Nazionale
Conta numerose presenze con la Nazionale azera.